# Slag bij Boroughbridge
De Slag bij Boroughbridge werd uitgevochten op 16 maart 1322 ter hoogte van Boroughbridge in North Yorkshire als onderdeel van de Despenser-oorlog, een opstand van baronnen tegen koning Eduard II van Engeland. Het koninklijk leger onder leiding van Andrew Harclay stond tegenover een leger van opstandige baronnen.

## Achtergrond
Eduard II had de ordonnantiën van 1311, de bevestiging van de Provisions of Oxford, moeten aanvaarden, wat zijn macht uitholde. De leider van de Ordainers, Thomas van Lancaster, was de tweede rijkste man van Engeland. In 1312 werd Piers Gaveston, de favoriet van de koning, onthoofd en vervangen door Hugh le Despenser de Jongere. In 1314 sneuvelde Gilbert de Clare, de rijkste man van Engeland, tijdens de Slag bij Bannockburn zonder mannelijke erfgenamen na te laten. Hugh le Despenser was getrouwd met de oudste zus van Gilbert, Eleonora de Clare en eiste de interessantste delen van het erfgoed op, de Welsh Marches. 
Na de slag bij Myton in 1319 tegen de Schotten kwam het tot een openlijke breuk tussen koning Eduard en Thomas van Lancaster. Humphrey de Bohun, leider van de Welsh Marches vervoegde in 1320 de opstandige baronnen. Op 4 mei 1321 startten troepen aangevoerd door Bohun en andere edelen in de Welsh Marches met de zogenaamde Despenser-oorlog, waarbij de gebieden van de Despensers werden veroverd en geplunderd. De koning moest uiteindelijk toegeven aan de druk van de oppositie en liet in augustus 1321 de Despensers verbannen, maar begon in september met een tegenaanval. Vervolgens trok het koninklijke leger ten oosten van de Severn verder noordwaarts en staken ze op 14 januari 1322 nabij Shrewsbury de rivier over, waarop verschillende Welshe edelen zich overgaven. Begin maart werden de opstandelingen voor de eerste maal verslagen in de Slag bij Burton Bridge.

## Verloop
Toen Lancaster bij de stad Boroughbridge aankwam, was Harclay al in het bezit van de brug over de rivier. De rebellen telden waarschijnlijk niet meer dan 700 ridders en strijders, tegen de ongeveer 4.000 soldaten van het koninklijke leger. Lancaster probeerde aanvankelijk te onderhandelen, maar Harclay was onvermurwbaar, de rebellen hadden geen andere keuze dan te vechten. De daaropvolgende strijd was kort en eenzijdig. 
De brug werd verdedigd door koninklijke piekeniers. Humphrey de Bohun viel met zijn troepen aan te voet en sneuvelde. Lancaster voer de cavalerie aan en probeerde op een doorwaadbare plaats de rivier over te steken, maar werd tegengehouden door een regen van pijlen uit de longbows van de boogschutters. Hij verschool zich in het nabij gelegen dorp en gaf zich de volgende ochtend noodgedwongen over.

## Gevolgen

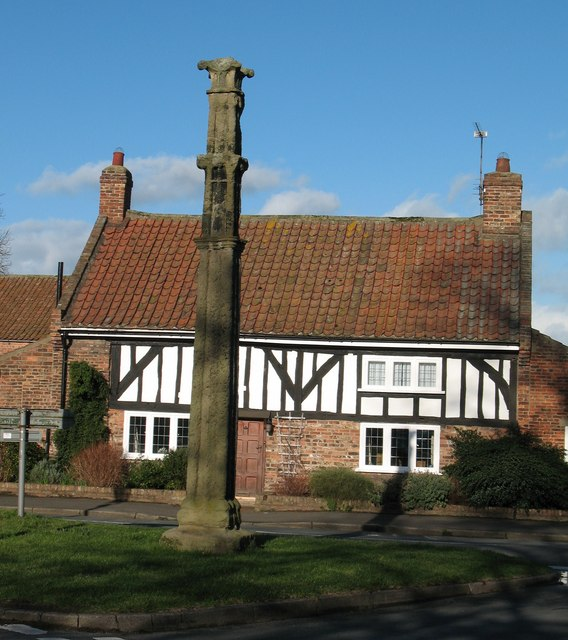
Het Battle Cross een monument voor de veldslag in Aldborough (North Yorkshire)

Thomas van Lancaster werd overgebracht naar Pontefract Castle, dat inmiddels in handen van de koning was gevallen. Er volgde een showproces en hij werd ter dood veroordeeld. Op 22 maart 1322 werd hij voor een juichende menigte onthoofd. Nadien werden er ongeveer dertig volgelingen van Lancaster geëxecuteerd.
Koning Edward II werd steeds afhankelijker van de Despensers. Lancasters aanhangers, waaronder Roger Mortimer, werden valselijk beschuldigd en gevangengezet, en hun bezittingen werden door de Despensers in beslag genomen.